# Idrocinesi
L'idrocinesi (dal greco ύδωρ "acqua" e κίνησις "movimento") è una presunta capacità paranormale di controllare l'acqua, nelle sue diverse forme, con la sola forza della mente, senza bisogno di alcun ausilio fisico. Poiché non si è mai avuto modo di verificarla, viene fatta rientrare nell'ambito della pseudoscienza.
I sedicenti possessori di questa presunta capacità, definiti "idrocineti", avrebbero la capacità di muovere l'acqua nei suoi tre stati, gassosa, liquida e solida, plasmandola a piacimento, farne vibrare le molecole e quindi cambiare lo stato, come ad esempio da liquido a solido; gli idrocineti avrebbero la capacità di rendere il proprio corpo d'acqua e diventare semi-invulnerabili ai danni fisici, oltre ad essere in grado di creare ghiaccio, e sono quindi in questo caso noti come "criocineti".
Questo fenomeno è noto grazie alla letteratura e la cultura popolare dove personaggi immaginari, in genere supereroi, protagonisti di film, fumetti e romanzi posseggono questa capacità.